# Alessandro Giusti
Alessandro Giusti (Bièvres, 10 de setembro de 2006) é um automobilista francês que atualmente compete no Campeonato de Fórmula 3 da FIA pela equipe MP Motorsport. Giusti foi campeão do Campeonato Francês de F4 em 2022. Ele é membro da Williams Driver Academy.

## Carreira

### Fórmula Regional
Em 2023, Giusti subiu para o Campeonato de Fórmula Regional Europeia, pilotando pela equipe G4 Racing. Durante a primeira corrida no circuito Paul Ricard, ele alcançaria sua primeira vitória após largar da pole position. Sua segunda vitória viria no Red Bull Ring, coincidentemente em seu aniversário de 17 anos. Durante a corrida seguinte em Monza, Giusti terminaria em terceiro, mas herdou sua terceira vitória depois que o vencedor Andrea Kimi Antonelli e o segundo colocado Marcus Amand foram penalizados após a corrida. Ele terminaria a temporada em sexto na classificação geral.
Para 2024, ele permaneceu no Campeonato de Fórmula Regional Europeia, mas se transferiu para a equipe ART Grand Prix. Giusti garantiu sua primeira vitória da temporada durante uma corrida caótica e chuvosa, a segunda corrida de Paul Ricard. Sua vitória seguinte veio durante outra corrida chuvosa, desta vez em Ímola. Ele começou a corrida em quarto e conseguiu manter a liderança durante três diferentes aparições do carro de segurança.

### Fórmula 3
Giusti foi promovido para o Campeonato de Fórmula 3 da FIA com a equipe MP Motorsport para a disputa da temporada de 2025, em parceria com Bruno del Pino e o piloto júnior da Red Bull, Tim Tramnitz.

### Fórmula 1
Em janeiro de 2024, Giusti ingressou no programa de jovens pilotos da Williams, a Williams Driver Academy.